# Phoradendron rhipsalinum
Phoradendron rhipsalinum är en sandelträdsväxtart som beskrevs av Rzedowski. Phoradendron rhipsalinum ingår i släktet Phoradendron och familjen sandelträdsväxter. Inga underarter finns listade i Catalogue of Life.